# Kuarzo Entertainment Argentina
Kuarzo Entertainment Argentina es una productora de televisión argentina que formaba parte del grupo EndemolShine Group el cual, en el año 2016 pasó a estar en manos de Martín Kweller, quien la re-bautizó Kuarzo. Fue lanzado en 2017 y tiene su sede central en Buenos Aires. Está en la esquina de Avenida Ravignani y Cabrera, Palermo, Ciudad de Buenos Aires, Argentina. Su director general es Martin Kweller.

## Producciones
Kuarzo se dedica a la producción de programas de entretenimiento y series de ficción, sobre todo de reality shows. Ha creado y producido programas para cadenas de televisión de Argentina y del mundo como History Channel, Discovery Channel y Star Channel además como hub de producción, marcando hitos televisivos como Hombre al agua, XXS: extra pequeño, Fear Factor, Laten corazones, Despedida de solteros, Gran Hermano y Talento Fox.
Ha realizado novelas como Por amarte así, Rizhoma Hotel o Doble vida.

## Productos

### Programas de televisión
| Año           | Título                      | Canal            | Conducción                                                                           |
| ------------- | --------------------------- | ---------------- | ------------------------------------------------------------------------------------ |
| 2017–2023     | El show del problema        | elnueve          | Claribel Medina / Nicolás Magaldi                                                    |
| 2017–2021     | Mejor de noche              | elnueve          | Leo Montero                                                                          |
| 2017          | A todo o nada               | eltrece          | Guido Kaczka                                                                         |
| 2017–2021     | Nosotros a la mañana        | eltrece          | El Pollo Álvarez / Fabián Doman                                                      |
| 2017          | NotiCampi                   | Telefe           | Campi                                                                                |
| 2017          | Hacelo feliz                | eltrece          | Guido Kaczka                                                                         |
| 2017–2021     | Polémica en el bar          | América TV       | Mariano Iúdica                                                                       |
| 2017          | Línea de tiempo             | Telefe           | Matías Martin                                                                        |
| 2017          | Lo mejor de la familia      | eltrece          | Guido Kaczka                                                                         |
| 2017          | The Wall: Construye tu vida | Telefe           | Marley                                                                               |
| 2017–2018     | Por una moneda              | eltrece          | El Pollo Álvarez y Pico Mónaco                                                       |
| 2017–2018     | Tardes nuestras             | KZO              | Nicole Neumann y Roberto Funes Ugarte                                                |
| 2017–2019     | LNE                         | A24              | Luis Novaresio                                                                       |
| 2017–2019     | Peligro: Sin codificar      | Telefe           | Diego Korol                                                                          |
| 2017–2019     | Cualquiera puede bailar     | KZO              | Laura Fidalgo y Juan Marconi                                                         |
| 2017–2020     | Cuestión de peso            | Net TV / eltrece | Claribel Medina / Mariano Peluffo / Fabián Doman                                     |
| 2017–2021     | Con amigos así              | KZO              | El Pollo Álvarez / Mariano Zabaleta / Pico Mónaco                                    |
| 2017–2021     | Pampita Online              | Net TV / KZO     | Pampita                                                                              |
| 2017–2022     | PH, podemos hablar          | Telefe           | Andy Kusnetzoff                                                                      |
| 2017–presente | Cortá por Lozano            | Telefe           | Verónica Lozano                                                                      |
| 2018          | La tribuna de Guido         | eltrece          | Guido Kaczka                                                                         |
| 2018          | Pampita íntima              | Net TV           | Pampita                                                                              |
| 2018          | Escuela para suegras        | Fox Channel      | Santiago del Moro                                                                    |
| 2018          | Escuela para maridos        | Fox Channel      | Santiago del Moro                                                                    |
| 2018–2019     | Chismoses                   | Net TV           | Luciana Salazar y Augusto Tartúfoli                                                  |
| 2018–2019     | Por amor o por dinero       | Net TV           | El Pollo Álvarez                                                                     |
| 2018–2019     | Tenemos Wifi                | Net TV / KZO     | Nicolás Occhiato y Stefanía Roitman / Florencia Vigna                                |
| 2018–2020     | Involucrados                | América TV       | Débora Plager y Pía Shaw / Mariano Iúdica                                            |
| 2018–2020     | Mañanas nuestras            | KZO              | Las Trillizas de Oro                                                                 |
| 2018–2020     | Tarde pero temprano         | Net TV           | Diego Ramos                                                                          |
| 2018–2022     | Las Rubias                  | Net TV           | Marcela Tinayre                                                                      |
| 2019          | Gente opinando              | Net TV           | El Pollo Álvarez                                                                     |
| 2019          | Pareja o despareja          | Net TV           | Gastón Soffritti y Stefanía Roitman                                                  |
| 2019–2021     | Corea del centro            | Net TV           | Ernestina Pais / María O'Donnell / Ernesto Tenembaum                                 |
| 2019–presente | Editando tele               | Net TV           | Luis Piñeyro / José María Muscari / Stefanía Roitman / Mariano Peluffo / Diego Korol |
| 2020–2023     | Bienvenidos a bordo         | eltrece          | Laurita Fernández / Guido Kaczka                                                     |
| 2020–2021     | Todo puede pasar            | elnueve          | Nicolás Occhiato                                                                     |
| 2020–2021     | Nicole al mediodía          | KZO              | Nicole Neumann                                                                       |
| 2020–2022     | Flor de equipo              | Telefe           | Florencia Peña                                                                       |
| 2020–2023     | Avanti                      | KZO              | Nicolás Magaldi                                                                      |
| 2021          | El club de las divorciadas  | eltrece          | Laurita Fernández                                                                    |
| 2021          | La ruleta de tus sueños     | América TV       | Pamela David                                                                         |
| 2021          | Como todo                   | Net TV           | Mariano Peluffo                                                                      |
| 2021          | Buen plan                   | Net TV           | Iliana Calabró                                                                       |
| 2021–2023     | Nosotros a la mañana        | eltrece          | El Pollo Álvarez                                                                     |
| 2021–presente | Los 8 escalones del millón  | eltrece          | Guido Kaczka                                                                         |
| 2022          | Turno tarde                 | eltrece          | Andrea Politti                                                                       |
| 2022          | El gran juego de la oca     | eltrece          | El Pollo Álvarez y Dani La Chepi                                                     |
| 2022          | Mandá Play                  | América TV       | Pichu Straneo                                                                        |
| 2022–2023     | El último pasajero          | Telefe           | Nicolás Occhiato y Florencia Vigna                                                   |
| 2022–presente | A la Barbarossa             | Telefe           | Georgina Barbarossa                                                                  |
| 2023          | Polémica en el bar          | América TV       | Marcela Tinayre                                                                      |
| 2023          | Bien de mañana              | eltrece          | Fabián Doman                                                                         |
| 2024          | El Legado                   | eltrece          | Matias Martin                                                                        |
| 2024-presente | The Floor: La conquista     | eltrece          | Guido Kaczka                                                                         |
| 2024-presente | Cuestión de peso            | eltrece          | Mario Massaccesi                                                                     |
| 2024-presente | La noche perfecta           | eltrece          | Sebastián Wainraich                                                                  |
| 2023–presente | Escuela de cocina           | elnueve          | Jimena Monteverde                                                                    |
| 2023–presente | Bienvenidos a ganar         | elnueve          | Laurita Fernández                                                                    |
| 2021–presente | Gossip                      | Net TV           | Pilar Smith / Laura Ubfal                                                            |
| 2025-presente | Mujeres argentinas          | eltrece          | María Ludueña                                                                        |

### Reality shows
| Año       | Título                   | Canal   | Conducción                       | Ganador(es)                                                                          |
| --------- | ------------------------ | ------- | -------------------------------- | ------------------------------------------------------------------------------------ |
| 2017      | Despedida de solteros    | Telefe  | Marley y Carina Zampini          | Facundo Santo Remedio y Paula Silva                                                  |
| 2018      | Talento Fox              | Telefe  | Alejandro Fantino                | Facundo Santo Remedio y Paula Silva                                                  |
| 2018      | Familias frente a frente | Telefe  | Chino Leunis                     | Familia Andreu                                                                       |
| 2022–2023 | Gran Hermano 2022        | Telefe  | Santiago del Moro                | Marcos Ginocchio                                                                     |
| 2023-2024 | Pasaplatos               | eltrece | Carina Zampini Paula Chaves (T2) | Antonella Irigoyen (T1) Gege Neumann (T2) Ángeles Balbiani (T3) Gregory Carreño (T4) |
| 2023–2024 | Gran Hermano 2023        | Telefe  | Santiago del Moro                | Bautista Mascia                                                                      |
| 2024      | Por amor o por dinero    | eltrece | Alejandro Fantino                | (En transcurso)                                                                      |

### Ficciones
| Año       | Título               | Canal            | Protagonistas                                                                               |
| --------- | -------------------- | ---------------- | ------------------------------------------------------------------------------------------- |
| 2018      | Rizhoma Hotel        | Telefe           |                                                                                             |
| 2018–2021 | Millennials          | Net TV / Netflix | Nicolás Riera, Laura Laprida, Juan Guilera, Johanna Francella, Matías Mayer y Noelia Marzol |
| 2019      | Go! Vive a tu manera | Netflix          | Pilar Pascual                                                                               |

## Divisiones de Negocios

### TV
- Net TV
- KZO
- Mix TV

### Radio
- Radio Perfil AM 1190
- Radio con Vos FM 89.9
- Now FM 97.9
- Urbana Play FM 104.3

## Negocios Anteriores
- CN23
- 360TV